# Paul-Émile Deiber
Paul-Émile Deiber (La Broque, Francia, 1 de enero de 1925-Klosterneuburg, Austria, 14 de diciembre de 2011) fue un actor y director teatral de nacionalidad francesa.

## Biografía
Tras cursar estudios de violín y canto, ingresó en el Centre d'art dramatique, donde conoció a su maestro, Jean Debucourt. Comprometido con la Comédie-Française como corifeo tras ganar un primer premio de tragedia en el Conservatorio nacional superior de arte dramático, interpretó papeles de héroes en tragedias y dramas clásicos. Entre los mismos figura el personaje de Orestes en Andrómaca, de Jean Racine, que interpretó más de un centenar de veces a lo largo de dieciséis años, siendo alabadas sus actuaciones por Georges Lerminier.
En sus inicios fue Ruy Blas – un papel que encarnó durante más de veinte años – actuando junto a Jean Yonnel, Marie Bell y Pierre Dux. Deiber se encontró con el problema de su juventud, pues los demás intérpretes que trabajaban con él eran de mayor edad, lo cual no cuadraba con los personajes interpretados. Ello fue evidente, por ejemplo, con Véra Korène y con Marie Bell.
En el ámbito de la tragedia, fue Nerón en Británico, Horacio en la pieza de Pierre Corneille del mismo título, y Maxime en Cinna. A lo largo de los años también interpretó a Antíoco en Berenice (de Jean Racine, junto a Annie Ducaux). Con André Falcon alternó el papel de Don Rodrigo en El Cid, de Pierre Corneille, pieza en la cual interpretó con el tiempo todos los papeles masculinos, salvo el de Don Alonso. Asimismo fue Hernani en la obra del mismo nombre de Victor Hugo. Reemplazó a Jean Marais en el papel de Nerón y en el de Xifarés (Mitrídates, de Jean Racine). Esa alternancia le permitió encarnar a otros importantes personajes, entre ellos Nicomedes, Bayaceto, Chatterton, etc.
Según el testimonio de sus camaradas y de los que le conocían, Paul-Emile Deiber estaba dotado de una memoria prodigiosa que le permitía retomar con facilidad los papeles más importantes, entre ellos el de Cyrano tras haber interpretado a muchos de los personajes de Cyrano de Bergerac contando solamente con veintisiete años de edad. Su interpretación de Cyrano era mucho más poética y romántica que la de otros actores, entre ellos Jean Piat, con el cual alternó bajo la dirección de Jacques Charon.
En el transcurso de su carrera abordó igualmente las grandes obras de Molière (L'Impromptu de Versailles, Tartufo o El misántropo), recibiendo elogios por sus actuaciones. Con el tiempo llegó a interpretar los personajes llenos de fantasía de Eugène Labiche (Les Trente Millions de Gladiator, Vingt-neuf degrés à l'ombre) o de Georges Feydeau (Ojo por ojo, cuerno por cuerno, Un fil à la patte).
Dejó la Comédie-Française tras veintisiete años actuando para ella, siendo su última interpretación con dicha compañía la que llevó a cabo en el Teatro del Odéon en la obra Amorphe d'Ottenburg, de Jean-Claude Grumberg. Nombrado miembro honorario, interpretó a Prusias en Nicomedes (Pierre Corneille), bajo la dirección de Françoise Seigner.
También fue director de escena en diferentes tragedias, siendo la obra más importante en la que trabajó como director Berenice.
Poco antes de los sucesos de mayo de 1968, Paul-Émile Deiber presentó Andrómaca, muy bien recibida por la crítica. Paul-Émile Deiber también dirigió El Cid, que produjo opiniones contrarias en la crítica. Mientras que Gilles Sandier era contrario a su puesta en escena, Gilbert Guilleminault alabó la misma.
Al final de su carrera, Deiber siguió la tradición de los actores-autores presentando un destacado y bien recibido espectáculo homenaje a Molière (La Troupe du Roy).
Tras su marcha de la Comédie-Française, se aseguró la función de director de escena en la Ópera de París, dirigiendo posteriormente el Théâtre de Boulogne-Billancourt.
Paul-Émile Deiber falleció en 2011 en Klosterneuburg, Austria. En 1972 se había casado con la cantante alemana Christa Ludwig.

## Carrera en laComédie-Française
- Corifeo desde el 15 de octubre de 1944 al 1 de enero de 1945
- Pensionnaire desde el 1 de enero de 1945 al 1 de enero de 1954
- Miembro desde el 1 de enero de 1954 al 31 de diciembre de 1971
- Miembro honorario a partir del 1 de enero de 1972

## Teatro

### Actuaciones con la Comédie-Française
- 1942-1944 : Cyrano de Bergerac, de Edmond Rostand, escenografía de Pierre Dux
- 1943 : Hamlet, de William Shakespeare, escenografía de Charles Granval
- 1943 : L'Autre Danger, de Maurice Donnay
- 1943 : La Légende du Chevalier, de A. de Peretti della Roca, escenografía de Julien Bertheau
- 1946-1952 : Cyrano de Bergerac, de Edmond Rostand, escenografía de Pierre Dux
- 1944-1950 : Le Soulier de satin, de Paul Claudel, escenografía de Jean-Louis Barrault
- 1944-1961 : Ruy Blas, de Victor Hugo, escenografía de Pierre Dux
- 1944-1946 : Esther, de Jean Racine, escenografía de Georges Le Roy
- 1945-1956 : La Nuit de mai, de Alfred de Musset, escenografía de Charles Granval
- 1945-1946 : Antonio y Cleopatra, de William Shakespeare, escenografía de Jean-Louis Barrault
- 1945-1953 : Polyeucte, de Pierre Corneille
- 1945 : L'Impromptu de Versailles, de Molière
- 1945-1946 : L'Ami Fritz, de Erckmann-Chatrian
- 1945 : El barbero de Sevilla, Pierre-Augustin de Beaumarchais, escenografía de Pierre Dux
- 1946 : La Nuit de décembre, de Alfred de Musset
- 1946 : Le Voyage de monsieur Perrichon, de Eugène Labiche y Édouard Martin, escenografía de Jean Meyer
- 1946 : Le Monde où l'on s'ennuie, de Édouard Pailleron
- 1946 : Le Gendre de monsieur Poirier, de Émile Augier y Jules Sandeau
- 1946 : Les Fiancés du Havre, de Armand Salacrou, escenografía de Pierre Dux
- 1946 : Tartufo, de Molière, escenografía de Pierre Bertin
- 1946-1954 : Británico, de Jean Racine, escenografía de Julien Bertheau
- 1946 : Arlequin poli par l'amour, Pierre de Marivaux, escenografía de Gaston Baty y Jacques Charon, 13 décembre 1946
- 1947-1961 : El avaro, de Molière, escenografía de Jean Meyer
- 1947 : A souffert sous Ponce Pilate, de Paul Raynal, escenografía de René Alexandre
- 1947-1963 : Andrómaca, de Jean Racine, escenografía de Maurice Escande
- 1947-1965 : La Nuit d’octobre, de Alfred de Musset
- 1947 : El médico a palos, de Molière
- 1947-1948 : Chatterton, de Alfred de Vigny, escenografía de Jean Debucourt
- 1948 : Un sombrero de paja de Italia, de Eugène Labiche y Marc-Michel, escenografía de Gaston Baty
- 1948-1952 : La Peine capitale, de Claude-André Puget, escenografía de Julien Bertheau
- 1948 : Horacio, de Pierre Corneille, escenografía de Jean Debucourt
- 1948-1951 : La reina muerta, de Henry de Montherlant, escenografía de Pierre Dux
- 1948 : Monsieur de Pourceaugnac, de Molière, escenografía de Jean Meyer
- 1949 : La desconocida de Arrás, de Armand Salacrou, escenografía de Gaston Baty
- 1949 : Bayaceto, de Jean Racine, escenografía de Maurice Escande
- 1949 : Jeanne la Folle, de François Aman-Jean, escenografía de Jean Meyer
- 1949-1966 : Berenice, de Jean Racine, escenografía de Maurice Escande
- 1950 : Otelo, de William Shakespeare, escenografía de Jean Meyer
- 1950-1954 : L'Impromptu de Versailles, de Molière, escenografía de Pierre Dux
- 1950-1953 : El Cid, de Pierre Corneille, escenografía de Julien Bertheau
- 1950 : Madame Quinze, de Jean Sarment, escenografía de Émile Fabre
- 1950-1952 : Le Conte d'hiver, de William Shakespeare, escenografía de Julien Bertheau
- 1950-1951 : Les Caves du Vatican, de André Gide, escenografía de Jean Meyer
- 1951 : L'Arlésienne, de Alphonse Daudet, escenografía de Julien Bertheau
- 1951 : Madame Sans-Gêne, de Victorien Sardou y Émile Moreau, escenografía de Denis d'Inès
- 1951-1962 : Nicomedes, de Pierre Corneille, escenografía de Jean Yonnel
- 1951 : L'Homme de cendres, de André Obey, escenografía de Pierre Dux
- 1951 : Antígona, de Sófocles, escenografía de Henri Rollan
- 1951-1962 : La reina muerta, de Henry de Montherlant, escenografía de Pierre Dux
- 1951-1964 : Cinna, de Pierre Corneille, escenografía de Maurice Escande
- 1951-1952 : Donogoo, de Jules Romains, escenografía de Jean Meyer
- 1952 : Como gustéis, de William Shakespeare, escenografía de Jacques Charon
- 1952-1972 : Cyrano de Bergerac, Edmond Rostand, escenografía de Pierre Dux
- 1952 : Hernani, de Victor Hugo, escenografía de Henri Rollan
- 1952 : Edipo rey, de Sófocles, escenografía de Julien Bertheau
- 1952 : Británico, de Jean Racine, escenografía de Jean Marais
- 1952-1953 : Don Juan, de Molière, escenografía de Jean Meyer
- 1953 : Pasiphaé, de Henry de Montherlant, escenografía de Julien Bertheau
- 1953-1959 : Mitrídates, de Jean Racine, escenografía de Jean Yonnel
- 1953 : La Rabouilleuse, de Émile Fabre
- 1953-1970 : El Cid, de Pierre Corneille, escenografía de Julien Bertheau
- 1953 : Les Noces de deuil, de Philippe Hériat, escenografía de Julien Bertheau
- 1954 : Crainquebille, de Anatole France, escenografía de Louis Seigner
- 1954-1962 : Horacio, de Pierre Corneille, escenografía de Jean Debucourt
- 1954 : Chacun sa vérité, de Luigi Pirandello, escenografía de Charles Dullin
- 1954-1956 : Les Amants magnifiques, de Molière, escenografía de Jean Meyer
- 1955-1956 : L'Annonce faite à Marie, de Paul Claudel, escenografía de Julien Bertheau
- 1955 : Atalía, de Jean Racine, escenografía de Véra Korène
- 1955-1965 : Suréna, de Pierre Corneille, escenografía de Maurice Escande
- 1956 : Le Demi-Monde, de Alexandre Dumas (hijo), escenografía de Maurice Escande
- 1956-1957 : Les Fâcheux, de Molière, escenografía de Jacques Charon
- 1957 : Los miserables, de Victor Hugo y Paul Achard, escenografía de Jean Meyer
- 1957 : Coriolano, de William Shakespeare, escenografía de Jean Meyer
- 1957 : Polydora, de André Gillois, escenografía del autor
- 1957 : L'Amour médecin, de Molière, escenografía de Jacques Charon
- 1957 : Mademoiselle, de Jacques Deval, escenografía de Robert Manuel
- 1957 : La Nuit d’août, de Alfred de Musset
- 1957 : La Seconde Surprise de l'amour, de Pierre de Marivaux, escenografía de Hélène Perdrière
- 1957-1963 : Las mujeres sabias, de Molière, escenografía de Jean Meyer
- 1957-1964 : El burgués gentilhombre, de Molière, escenografía de Jean Meyer
- 1958-1968 : La Critique de l'École des femmes, de Molière, escenografía de Jean Meyer
- 1958 : Le Sexe faible, de Édouard Bourdet, escenografía de Jean Meyer
- 1958 : Don Sanche d'Aragon, de Pierre Corneille, escenografía de Hélène Perdrière
- 1958-1959 : La Dame de Monsoreau, de Alexandre Dumas y Auguste Maquet, escenografía de Jacques Eyser
- 1959-1971 : Ojo por ojo, cuerno por cuerno, de Georges Feydeau, escenografía de Jean Meyer
- 1959 : Les Trente Millions de Gladiator, de Eugène Labiche y Philippe Gille, escenografía de Jean Meyer
- 1959-1963 : Tartufo, de Molière, escenografía de Louis Seigner
- 1959-1960 : L'Impromptu de Versailles, de Molière, escenografía de Jean Meyer
- 1960 : £ 12, de J. M. Barrie
- 1960-1961 : Electra, de Jean Giraudoux, escenografía de Pierre Dux
- 1960 : Chacun sa vérité, de Luigi Pirandello, escenografía de Charles Dullin
- 1960 : Le Pain de ménage, de Jules Renard, escenografía de Jean Mercure
- 1960-1970 : El misántropo, de Molière, escenografía de Pierre Dux
- 1960 : El Cardenal de España, de Henry de Montherlant, escenografía de Jean Mercure
- 1961 : Le Conte d'hiver, de William Shakespeare, escenografía de Julien Bertheau
- 1961 : Monsieur de Pourceaugnac, de Molière, escenografía de Jacques Charon
- 1961 : Polyeucte, de Pierre Corneille, escenografía de Jean Marchat
- 1962 : La Troupe du Roy
- 1962-1966 : Un fil à la patte, de Georges Feydeau, escenografía de Jacques Charon
- 1962 : La Colonie, de Pierre de Marivaux, escenografía de Jean Piat
- 1962 : La Nuit de décembre, de Alfred de Musset
- 1962-1972 : Británico, de Jean Racine, escenografía de Michel Vitold
- 1962 : L'Impromptu du Palais-Royal, de Jean Cocteau, escenografía de Jacques Charon
- 1963 : Crimen y castigo, de Fiódor Dostoyevski, escenografía de Michel Vitold
- 1963 : Los enredos de Scapin, de Molière, escenografía de Jacques Charon
- 1963-1969 : Electra, de Jean Giraudoux, escenografía de Pierre Dux
- 1964 : Comme les chardons..., de Armand Salacrou, escenografía de Michel Vitold
- 1964 : Donogoo, de Jules Romains, escenografía de Louis Seigner
- 1965 : La Rabouilleuse, de Émile Fabre, escenografía de Paul-Émile Deiber
- 1965-1967 : La reina muerta, de Henry de Montherlant, escenografía de Pierre Franck
- 1967 : L'Île des esclaves, de Pierre de Marivaux, escenografía de Jacques Charon
- 1967 : L'Émigré de Brisbane, de Georges Schehadé, escenografía de Jacques Mauclair
- 1967 : Les Caprices de Marianne, de Alfred de Musset
- 1967 : Cantique des cantiques, de Jean Giraudoux
- 1968-1971 : Ruy Blas, de Victor Hugo, escenografía de Raymond Rouleau
- 1969 : Atalía, de Jean Racine, escenografía de Maurice Escande
- 1969 : El médico a palos, de Molière, escenografía de Jean-Paul Roussillon
- 1969-1971 : Tartufo, de Molière, escenografía de Jacques Charon
- 1969 : Port-Roya, de Henry de Montherlant, escenografía de Jean Meyer
- 1969-1971 : Vingt-neuf degrés à l'ombre, de Eugène Labiche, escenografía de Jean Piat
- 1970 : La Princesse d'Élide, de Molière
- 1970 : El barbero de Sevilla, Pierre-Augustin de Beaumarchais, escenografía de Jean-Claude Arnaud
- 1970 : Le Carrosse du Saint-Sacrement, de Prosper Mérimée, escenografía de Michel Etcheverry
- 1970 : El sueño, de August Strindberg, escenografía de Raymond Rouleau
- 1970 : Don Juan, de Molière, escenografía de Antoine Bourseiller
- 1971 : George Dandin ou le Mari confondu, de Molière, escenografía de Jean-Paul Roussillon
- 1971 : Amorphe d’Ottenburg, de Jean-Claude Grumberg, escenografía de Jean-Paul Roussillon
- 1988 : Nicomedes, de Pierre Corneille, escenografía de Françoise Seigner

### Director con la Comédie-Française
- 1962 : Berenice, de Jean Racine
- 1963 : El Cid, de Pierre Corneille
- 1968 : Andrómaca, de Jean Racine

### Actuaciones fuera de la Comédie-Française
- 1958 : La Mort de Pompée, de Pierre Corneille, escenografía de Jean Serge, Festival Pierre Corneille, Barentin
- 1959 : Horacio, de Pierre Corneille, escenografía de Jean Serge, Festival Pierre Corneille, Barentin
- 1961 : Don Camillo Monseigneur, de Carmine Gallone
- 1963 : Fedra, de Jean Racine, escenografía de Raymond Gérôme, Gran teatro de Ginebra
- 1964 : Mon Faust, de Paul Valéry, escenografía de Pierre Franck, Théâtre des Célestins
- 1964 : Antonio y Cleopatra, de Shakespeare, escenografía de Julien Bertheau
- 1974 : Le Siècle des lumières, de Claude Brulé, escenografía de Jean-Laurent Cochet, Théâtre du Palais Royal
- 1975 : Les Secrets de la Comédie humaine, de Félicien Marceau, escenografía de Paul-Emile Deiber, Théâtre du Palais Royal
- 1975 : L'Autre Valse, de Françoise Dorin, escenografía de Michel Roux, Théâtre des Variétés
- 1977 : Pauvre Assassin, de Pavel Kohout, escenografía de Michel Fagadau, Théâtre de la Michodière
- 1978 : Mon père avait raison, de Sacha Guitry, escenografía de Jean-Laurent Cochet, Théâtre Hébertot
- 1978 : Les Rustres, de Carlo Goldoni, escenografía de Claude Santelli, Théâtre de la Michodière
- 1980 : Talleyrand à la barre de l'histoire, de André Castelot, escenografía de Paul-Emile Deiber, Théâtre du Palais Royal
- 1985 : Hugo l'homme qui dérange, de Claude Brulé, escenografía de Paul-Émile Deiber, Teatro del Odéon
- 1986 : Las mujeres sabias, de Molière, escenografía de Françoise Seigner, Théâtre de Boulogne-Billancourt
- 1989 : Crimen y castigo, a partir de Fiódor Dostoyevski

### Dirección fuera de la Comédie-Française
- 1980 : Talleyrand à la barre de l'histoire, de André Castelot, Théâtre du Palais Royal
- 1985 : Hugo l'homme qui dérange, de Claude Brulé, Teatro del Odéon
- 1985 : Au but, de Thomas Bernhard, Théâtre de Boulogne-Billancourt
- 1986 : Brummell à Caen, de Bernard Da Costa, Théâtre de Boulogne-Billancourt
- 1989 : Crimen y castigo, a partir de Fiódor Dostoyevski

### Dirección de obras líricas
- El barbero de Sevilla, de Gioachino Rossini, Teatro Nacional de la Opéra-Comique
- El tríptico, de Giacomo Puccini, Teatro Nacional de la Opéra-Comique
- Benvenuto Cellini, de Hector Berlioz, Ópera de París
- Romeo y Julieta, de Charles Gounod, Metropolitan Opera House
- Werther, de Jules Massenet, Metropolitan Opera House
- Norma, de Vincenzo Bellini, Metropolitan Opera House
- Luisa Miller, de Giuseppe Verdi, Ópera Estatal de Viena
- La favorita, de Gaetano Donizetti, Ópera de San Francisco
- Peleas y Melisande , de Claude Debussy, Metropolitan Opera House, 1972

## Selección de su filmografía

### Cine
- 1957 : Fernand clochard, de Pierre Chevalier
- 1957 : La Tour, prends garde !, de Georges Lampin
- 1961 : Don Camillo Monseigneur, de Carmine Gallone
- 1966 : Martin soldat, de Michel Deville
- 1979 : Nous maigrirons ensemble, de Michel Vocoret

### Televisión
- 1972 : Electra, de Jean Giraudoux, dirección de Pierre Dux
- 1974 : Au théâtre ce soir : Pluie, a partir de Somerset Maugham, escenografía de René Clermont, dirección de Georges Folgoas, Théâtre Édouard VII
- 1975 : Au théâtre ce soir : Le Système Ribadier, de Georges Feydeau, escenografía de Robert Manuel, dirección de Pierre Sabbagh, Théâtre Édouard VII
- 1975 : Au théâtre ce soir : La Rabouilleuse, de Émile Fabre, escenografía de Robert Manuel, dirección de Pierre Sabbagh, Théâtre Edouard VII
- 1977 : Au théâtre ce soir : Plainte contre inconnu, de Georges Neveux, escenografía de Raymond Gérôme, dirección de Pierre Sabbagh, Théâtre Marigny
- 1978 : Au théâtre ce soir : Le Nouveau Testament, de Sacha Guitry, escenografía de Robert Manuel, dirección de Pierre Sabbagh, Théâtre Marigny
- 1980 : Au théâtre ce soir : La Claque, de André Roussin, escenografía de Georges Vitaly, dirección de Pierre Sabbagh, Théâtre Marigny

## Doblaje
Como actor de voz, Deiber dobló a numerosos actores, entre ellos los siguientes:
- Alan Ladd
- Dario Michaelis
- Gabriele Ferzetti
- Vic Perrin
- Herbert Lom
- Robert Taylor
- Paul Hubschmid
- Laurence Olivier
- Ferdy Mayne
- Spencer Tracy
- Robert Mitchum
- Luke Askew
- James Stewart.